# كيفن بورغس
كيفن بورغس (بالإنجليزية: Kevin Burgess)‏ (8 يناير 1988 بميدلزبرة في المملكة المتحدة - ) هو لاعب كرة قدم بريطاني في مركز الدفاع. لعب مع ويتبي تاون ‏ وDarlington 1883 ‏ ودارلينجتون إف سى.

## وصلات خارجية
- كيفن بورغس على موقع قاعدة بيانات كرة القدم.إي يو (الإنجليزية)
- كيفن بورغس على موقع Soccerbase.com (لاعب) (الإنجليزية)
- كيفن بورغس على موقع Soccerway.com (الإنجليزية)